# Nella stanza 26 (singolo)
Nella stanza 26 è un singolo del cantautore italiano Nek, pubblicato il 4 maggio 2007 come terzo estratto dall'album omonimo.
Il cantante emiliano si esibì con tale brano durante l'edizione 2007 del Festivalbar.

## Video musicale
Ambientato dentro una stanza d'albergo dalla stanza numero 26, il videoclip comincia con Nek che esegue il brano dietro un'insegna al neon con dicitura Motel Vacation. Non appena la protagonista sente bussare alla porta, lei prova a chiamare qualcuno. Ma nessuno le risponde, quindi inizia a distruggere la parete fino a sfondarla del tutto, trovandosi infine in una spiaggia nella quale si dirige senza una meta precisa.
Il video si conclude con Nek che trova la chiave della stanza del motel dove la ragazza era chiusa e la butta via.

## Formazione
- Nek – voce, cori, basso
- Alex Bagnoli – programmazione
- Roberto Gualdi – batteria
- Massimo Varini – chitarra
- Vittorio Giannelli – programmazione
- Luciano Galloni – batteria addizionale